# Teichospora ampullacea
Teichospora ampullacea är en svampart som tillhör divisionen sporsäcksvampar, och som beskrevs av Rehm. Teichospora ampullacea ingår i släktet Teichospora, och familjen Teichosporaceae. Arten är reproducerande i Sverige.